# Iwan Makuch
Iwan Makuch (ukr. Іван Макух, ur. 17 września 1872 w Dorożowie, zm. 18 września 1946 w Salzburgu) – ukraiński prawnik (doktor praw), adwokat, polityk i działacz społeczny. Minister pracy i robót publicznych, a następnie minister spraw wewnętrznych w rządzie Zachodnioukraińskiej Republiki Ludowej, senator w II Rzeczypospolitej.

## Życiorys
Po ukończeniu studiów prawniczych (ze stopniem naukowym doktora) prowadził kancelarię adwokacką w Tłumaczu. Działacz Rusko-Ukraińskiej Partii Radykalnej, poseł na Sejm Krajowy Galicji w latach 1908–1918. W Sejmie Krajowym Galicji znany z radykalnych wypowiedzi.
Członek Ukraińskiej Rady Narodowej, potem państwowy sekretarz pracy i robót publicznych (minister) Zachodnioukraińskiej Republiki Ludowej, w rządzie Kostia Łewyckiego. Od stycznia 1919 – państwowy sekretarz spraw wewnętrznych ZURL, w rządzie Sydora Hołubowycza.
W II Rzeczypospolitej w latach 1930–1939 przewodniczący Ukraińskiej Partii Socjalistyczno-Radykalnej (powstałej w 1926 przez połączenie Ukraińskiej Partii Radykalnej i Ukraińskiej Partii Socjalistów-Rewolucjonistów), senator II i III kadencji (1928–1935). W 1928 zdobył mandat z listy nr 22 (Blok Wyborczy Ukraińskich Socjalistycznych Partii Włościańsko-Robotniczych), województwo stanisławowskie, w 1930 uzyskał mandat z listy nr 11 (Ukraiński i Białoruski Blok Wyborczy) w województwie stanisławowskim. Wybrany również na posła w okręgu wyborczym nr 53 (Stanisławów), przyjął mandat senatora.
Członek zarządu Towarzystwa Ubezpieczeń Wzajemnych „Dnister” i rady nadzorczej towarzystwa „Silśkyj Hospodar”.
Po agresji ZSRR na Polskę od 27 września 1939 ukrywał się przed aresztowaniem przez NKWD. W latach 1939–1944 mieszkał z przerwami u córki we wsi Horoszowa na wschód od Zaleszczyk, pomagał w prowadzeniu gospodarstwa. W marcu 1944 wyjechał z rodziną córki do południowych Niemiec, pracował jako robotnik w winnicy. W grudniu 1944 przybył do drugiej córki, do Wiednia, z powodu zbombardowania jej domu wyjechał z nią w okolice Salzburga. Mieszkał w Wagrain, a następnie w Hallein pod Salzburgiem, spisywał wspomnienia.
Zmarł w Salzburgu, pochowany na cmentarzu Komunalfreidhof, grób istniał do 1974.

## Publikacje
- Макух Іван. На народній службі: Спогади. К. : Основні цінності, 2001, 572 s., seria: Спадщина.